# Tomáš Vengřinek
Tomáš Vengřinek (* 8. června 1992, Ostrava) je český fotbalový obránce. V současnosti je hráčem českého klubu FK Fotbal Třinec. Mimo Česko působil na Slovensku. V roce 2008 odehrál dva zápasy za českou fotbalovou reprezentaci do 16 let.

## Klubová kariéra
Tomáš Vengřinek je odchovancem Baníku Ostrava, v klubu je od svých šesti let. V roce 2012 poprvé nakoukl do A-týmu. Stálým členem soupisky se stal o rok později. V 1. české lize debutoval 3. listopadu 2013 proti SK Sigma Olomouc (1:1).
Po startu sezóny 2015/16 a herní a výsledkové krizi Baníku byl společně s Martinem Foltynem přeřazen do rezervního týmu. Začátkem září odešel na půlroční hostování do slovenského prvoligového klubu FK Senica. V lednu 2016 se vrátil do Baníku.

## Reprezentační kariéra
V roce 2008 odehrál dva přátelské zápasy proti Slovensku za českou reprezentaci do 16 let (remíza 1:1 a výhra 3:1).